# Oderadî, Luțk
Oderadî (în ucraineană Одеради) este localitatea de reședință a comunei Oderadî din raionul Luțk, regiunea Volînia, Ucraina.

## Demografie
Componența lingvistică a localității Oderadî
     Ucraineană (98,53%)
     Rusă (1,18%)
     Alte limbi (0,29%)
Conform recensământului din 2001, majoritatea populației localității Oderadî era vorbitoare de ucraineană (98,53%), existând în minoritate și vorbitori de rusă (1,18%).